# 大齿黄芩
大齿黄芩（学名：Scutellaria macrodonta），为唇形科黄芩属下的一个植物种。